# Neolimonia deceptrix
Neolimonia deceptrix là một loài ruồi trong họ Limoniidae. Chúng phân bố ở vùng Tân nhiệt đới.